# Strongylognathus dalmaticus
Strongylognathus dalmaticus är en myrart som beskrevs av Baroni Urbani 1969. Strongylognathus dalmaticus ingår i släktet Strongylognathus och familjen myror. IUCN kategoriserar arten globalt som sårbar. Inga underarter finns listade i Catalogue of Life.